# Characidium occidentale
Characidium occidentale és una espècie de peix de la família dels crenúquids i de l'ordre dels caraciformes.

## Morfologia
- Els mascles poden assolir 4,8 cm de llargària total.[5]

## Hàbitat
Viu en zones de clima subtropical.

## Distribució geogràfica
Es troba a Sud-amèrica: l'Argentina i afluents occidentals de la conca del riu Uruguai al Brasil.